# Fiorella Mannoia (album 1986)
Fiorella Mannoia è un 33 giri di Fiorella Mannoia pubblicato nel 1986 dalla Ariston Records (Catalogo: AR/LP 12429 - Matrici: 12429-A/12429-B) e distribuito dalla Dischi Ricordi. Il disco viene prodotto da Mario Lavezzi ed arrangiato da Piero Fabrizi e Danilo Madonia. I testi sono composti dai parolieri Mogol e Oscar Avogadro. Dal 2001 è disponibile la versione in download digitale pubblicata per la Sony BMG.

## Tracce
Lato A
1. Sorvolando Eilat – 3:40 (testo: Mogol – musica: Piero Fabrizi)
2. A Milano – 3:35 (testo: Mogol – musica: Mario Lavezzi)
3. Nell'etereo mondo dei fiordalisi – 3:27 (testo: Mogol – musica: Mario Lavezzi)
4. Terre lontane – 4:46 (testo: Oscar Avogadro – musica: Piero Fabrizi)

Durata totale: 15:28
Lato B
1. Mamma fragola – 3:17 (testo: Mogol – musica: Mario Lavezzi)
2. Bene caro – 4:20 (testo: Mogol – musica: Piero Fabrizi)
3. Basta innamorarsi ancora di te – 3:49 (testo: Oscar Avogadro – musica: Mario Lavezzi)
4. Sofia – 3:11 (testo: Oscar Avogadro – musica: Piero Fabrizi)

Durata totale: 14:37

## Formazione
- Fiorella Mannoia – voce
- Piero Fabrizi – chitarra
- Danilo Madonia – tastiera
- Stefano Cerri – basso
- Lele Melotti – batteria
- Rudy Trevisi – sax
- Holly Pearson, Giulia Fasolino – cori